# Titularbistum Casae Nigrae
Casae Nigrae (ital.: Case Nere) ist ein Titularbistum der römisch-katholischen Kirche.
Die in Nordafrika gelegene Stadt war ein alter römischer Bischofssitz, der im 7. Jahrhundert mit der islamischen Expansion unterging. Dieser lag in der römischen Provinz Numidien.
| Titularbischöfe von Casae Nigrae |                                    |                                                    |                   |                   |
| Nr.                              | Name                               | Amt                                                | von               | bis               |
| 1                                | Francis Costantin Mazzieri OFMConv | emeritierter Bischof von Ndola (Sambia)            | 26. November 1965 | 14. Dezember 1970 |
| 2                                | Michael Patrick Olatunji Fagun     | Weihbischof in Ondo (Nigeria)                      | 28. Juni 1971     | 30. Juli 1972     |
| 3                                | Heriberto Correa Yepes MXY         | Apostolischer Vikar von Buenaventura (Kolumbien)   | 29. Januar 1973   | 9. September 2010 |
| 4                                | José Carlos Chacorowski CM         | Weihbischof in São Luís do Maranhão (Brasilien)    | 22. Dezember 2010 | 19. Juni 2013     |
| 5                                | Robert Llanos                      | Weihbischof in Port of Spain (Trinidad und Tobago) | 13. Juli 2013     | 18. Dezember 2018 |
| 6                                | Wojciech Skibicki                  | Weihbischof in Elbląg (Polen)                      | 14. Februar 2019  |                   |